# Patrick Deneen
Patrick Deneen (Redmond, 25 dicembre 1987) è uno sciatore freestyle statunitense, specialista delle gobbe.

## Biografia
In Coppa del Mondo ha esordito il 15 gennaio 2005 a Lake Placid (48º nelle gobbe), ha ottenuto il primo podio il 18 gennaio 2008 nella medesima località (3º nelle gobbe) e la prima vittoria l'11 dicembre 2010 a Ruka, sempre nella stessa disciplina.
In carriera ha partecipato a due edizioni dei Giochi olimpici invernali, Vancouver 2010 (19º nelle gobbe) e Soči 2014 (6º nelle gobbe), e a quattro dei Campionati mondiali, vincendo una medaglia d'oro (gobbe a Inawashiro 2009) e due di bronzo (gobbe e gobbe in parallelo a Voss-Myrkdalen 2013).

## Palmarès

### Mondiali
- 3 medaglie:
  - 1 oro (gobbe a Inawashiro 2009);
  - 2 bronzi (gobbe, gobbe in parallelo a Voss-Myrkdalen 2013).

### Mondiali juniores
- 1 medaglia:
  - 1 bronzo (gobbe in parallelo a Krasnoe Ozero 2006).

### Coppa del Mondo
- Miglior piazzamento in classifica generale: 2º nel 2012.
- 23 podi:
  - 4 vittorie;
  - 9 secondi posti;
  - 10 terzi posti.

#### Coppa del Mondo - vittorie
| Data             | Luogo  | Paese     | Disciplina |
| ---------------- | ------ | --------- | ---------- |
| 11 dicembre 2010 | Ruka   | Finlandia | MO         |
| 19 febbraio 2012 | Naeba  | Giappone  | DM         |
| 10 marzo 2012    | Åre    | Svezia    | DM         |
| 18 marzo 2012    | Megève | Francia   | DM         |

Legenda:

MO = gobbe

DM = gobbe in parallelo

### Campionati statunitensi
- 3 medaglie[2]:
  - 2 ori (gobbe nel 2011; gobbe nel 2014)
  - 1 argento (gobbe nel 2012)